# ダイエー桂南店
ダイエー桂南店（ダイエーかつらみなみてん）は京都府京都市南区久世上久世町にある大型商業施設(ショッピングセンター)である。店番号は0661。

## 概要
建物は地上2階建て。ダイエーの新規GMS(総合スーパー)の出店は1993年（平成5年）9月に開店した泉大津店開店以来で4年振り、京都府の出店は1975年（昭和50年）6月27日に開店した藤森店開店以来で22年振りである。GMSが大半を占めるダイエーにとって新しいGMS店にしようと試みられた、いわゆるモデル店舗で、対面販売を実施したり内装全体を木目調にしたりしている。2006年（平成18年）2月25日には改装工事が行われた。
藤森店が2013年5月6日に閉店して以降は京都府唯一のダイエー店舗となっている。

## フロア構成
| 階 | フロア概要                             |
| -- | -------------------------------------- |
| 2F | 専門店のフロア                         |
| 1F | 食品・衣料品・生活用品・専門店のフロア |

## アクセス
- JR 桂川駅から徒歩13分。